# 칙릿
칙 릿(Chick Lit, chick + literature)은 젊은 현대 여성을 겨냥한 영미권 장르 소설을 지칭하는 신조어이다.
20대 여성 독자를 겨냥한 소설로 90년대 중반에 나온 《브리짓 존스의 일기》가 그 시작점이라고 볼 수 있다. 《섹스 앤 더 시티》, 《악마는 프라다를 입는다》, 《여자 생활 백서》, 《2635 세대 빛나는 여성을 위한 삶의 지혜》 등 여성 소설/자기 계발서가 큰 인기를 끌면서 이슈가 되었다.
"칙"(Chick)이란 단어 자체가 약간 비하하는 시각이 담겨 있다고 보는 견해도 있으나, 시대 변화를 보여 주는 문화적 흐름의 하나로 볼 수 있다.

## 같이 보기
- 여성주의